# Mercedes-Benz Classe CL (Type 216)
La Mercedes-Benz Classe CL Type 216 est un coupé Grand Tourisme à moteur V8 et V12 du constructeur automobile allemand Mercedes-Benz, produit de 2006 à 2014 et présentée au Mondial de l'Automobile de Paris de 2006. La version conduite à droite a été introduite au 28e Bangkok International Motor Show.
Elle utilise la plateforme technique de la Mercedes Classe S  plate-forme légèrement modifiée de la Classe S berline (Mercedes-Benz W221). Comparé à son prédécesseur, la carrosserie a grandi en longueur de 75 mm (5 065 mm), en largeur de 14 mm (1 871 mm) et une hauteur de 20 mm (1 419 mm).
Le C216 a remplacé l'ancien coupé C215.

## Équipement

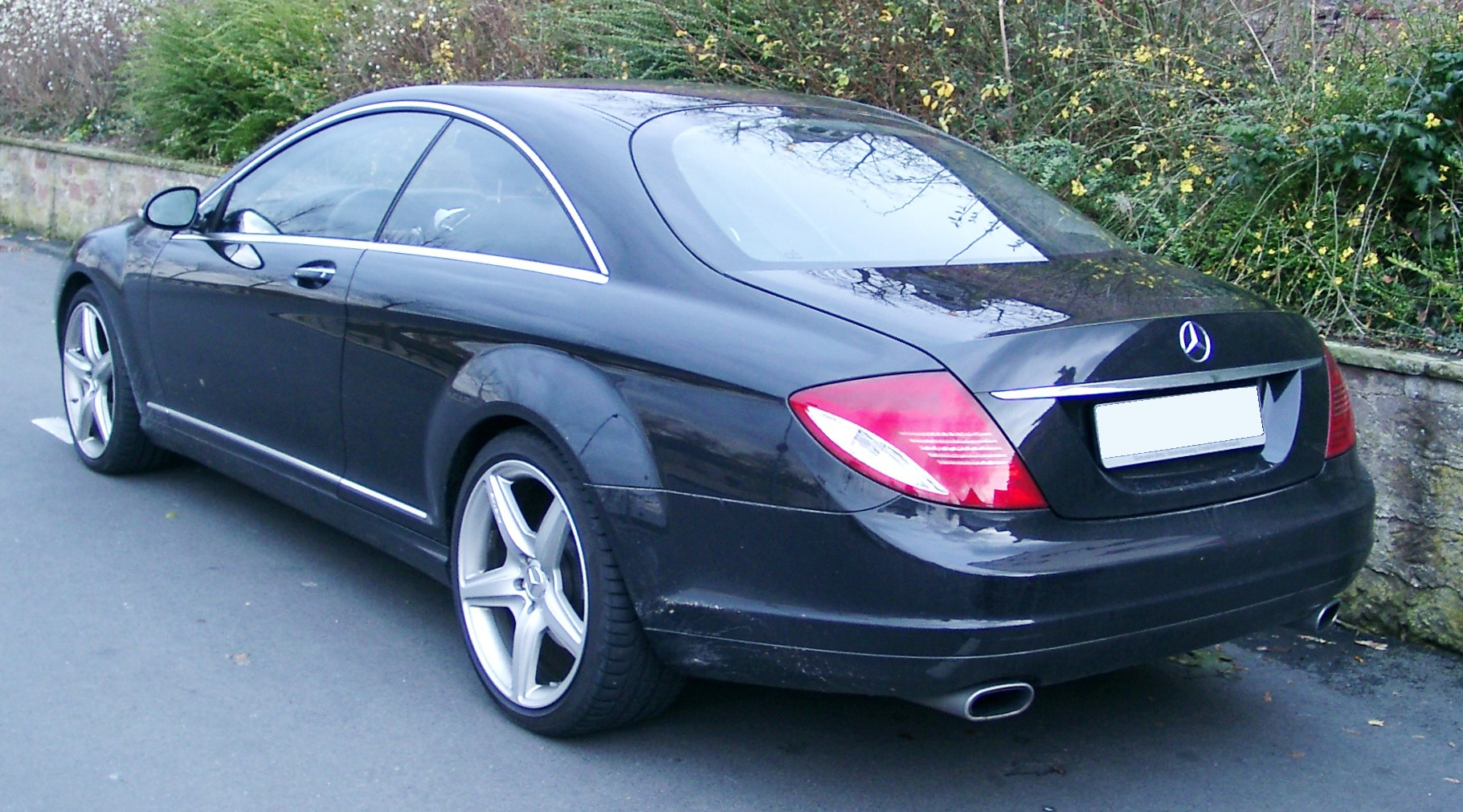
Arrière de la Mercedes-Benz C216

La voiture est livrée avec un grand nombre de particularités techniques de série, il s'agit :
- Système "COMAND" (Cockpit Management and Data System) central à molette cliquable
- Nanolack : peinture  vernie nanotechnologique qui intègre des particules de céramique, plus résistante aux diverses agressions extérieures (rayures et salissures)
- Feux de stop adaptatifs et Projecteurs bi-xénon avec ILS (Intelligent Light System), lave-phares et correcteur dynamique de portée.
- Système de sécurité préventive PRE-SAFE de  deuxième génération
- Suspension active Active Body Control (ABC)
- Boîte de vitesses à 7 vitesses 7G-TRONIC avec le nouveau sélecteur Direct Select
- Réglage Türbremse (aide à la fermeture des portières)
- Rétroviseur intérieur et extérieur gauche jour/nuit automatiques et rétroviseurs extérieurs rabattables électriquement
- DISTRONIC PLUS : Radar de régulation de distance avec frein PRE-SAFE, freinage d'urgence BAS PLUS, détecteur d'angle mort et stationnement guidé APG
- ESP (régulation de comportement dynamique)
- TEMPOMAT (régulateur de vitesse) et SPEEDTRONIC (limiteur de vitesse)
- Navigation COMAND APS : navigation (cartographie) par disque dur avec information trafic TMC/radio RDS/lecteur CD frontal compatible MP3/grand écran/prise AUX-IN
- Système de sonorisation Surround Harman Kardon LOGIC7 (14HP - 600W) avec Changeur DVD (6 DVD) dans la console centrale

Et en option, par exemple :
- Caméra de recul
- Keyless Go (Système sans clé d'accès et de démarrage du moteur)
- Assistant de vision nocturne

## Caractéristiques techniques
L'actuel modèle CL 500 est vendu depuis avril 2008 avec en option la Traction intégrale 4MATIC qui est présente sur la Classe S (W221). Ce système ajoute un poids de 70 kg. On peut y adjoindre la suspension pneumatique AIRMATIC DC.
Les modèles de douze cylindres CL 600 et CL 65 AMG ne sont disponibles qu'en boîte automatique 5 rapports en raison du couple important.
| Logo de Mercedes-Benz       | Essence                        | Essence                        | Essence                        | Essence                              |
| Logo de Mercedes-Benz       | CL 500                         | CL 63 AMG                      | CL 600                         | CL 65 AMG                            |
| --------------------------- | ------------------------------ | ------------------------------ | ------------------------------ | ------------------------------------ |
| Type de moteur              | Moteur à 8 cylindres en V      | Moteur à 8 cylindres en V      | Moteur à 12 cylindres en V     | Moteur à 12 cylindres en V           |
| Cylindrée                   | 5 461 cm3                      | 6 208 cm3                      | 5 513 cm3                      | 5 980 cm3                            |
| Puissance                   | 285 kW (388 ch) à 6 000 tr/min | 386 kW (525 ch) à 6 800 tr/min | 380 kW (517 ch) à 5 000 tr/min | 450 kW (612 ch) à 4 800-5 100 tr/min |
| Couple maxi                 | 530 N m à 2 800-4 800 tr/min   | 630 N m à 5 200 tr/min         | 830 N m à 1 900-3 500 tr/min   | 1 000 N m à 2 000-4 000 tr/min       |
| Boîte de vitesses           | 7G-TRONIC                      | 7G-TRONIC                      | 5 vitesses automatique         | 5 vitesses automatique               |
| Transmission                | Propulsion arrière ou 4MATIC   | Propulsion arrière             | Propulsion arrière             | Propulsion arrière                   |
| Châssis                     | Active Body Control            | Active Body Control            | Active Body Control            | Active Body Control                  |
| Vitesse maximale            | 250 km/h (par bridage)         | 250 km/h (par bridage)         | 250 km/h (par bridage)         | 250 km/h (par bridage)               |
| Accélération 0-100 km/h     | 5,4 secondes                   | 4,6 secondes                   | 4,6 secondes                   | 4,4 secondes                         |
| Consommation mixte          | 12,1 ℓ/100 km                  | 14,9 ℓ/100 km                  | 14,3 ℓ/100 km                  | 14,8 ℓ/100 km                        |
| Émissions moy. de CO2       | 288 g/km                       | 355 g/km                       | 340 g/km                       | 355 g/km                             |
| Norme européenne d'émission | Euro 4                         | Euro 4                         | Euro 4                         | Euro 4                               |
| Prix de base                | 119 548 € 128 000 €            | 160 446 € 170 000 €            | 165 770 € 170 000 €            | 232 804 € 234 800 €                  |

## Aperçu

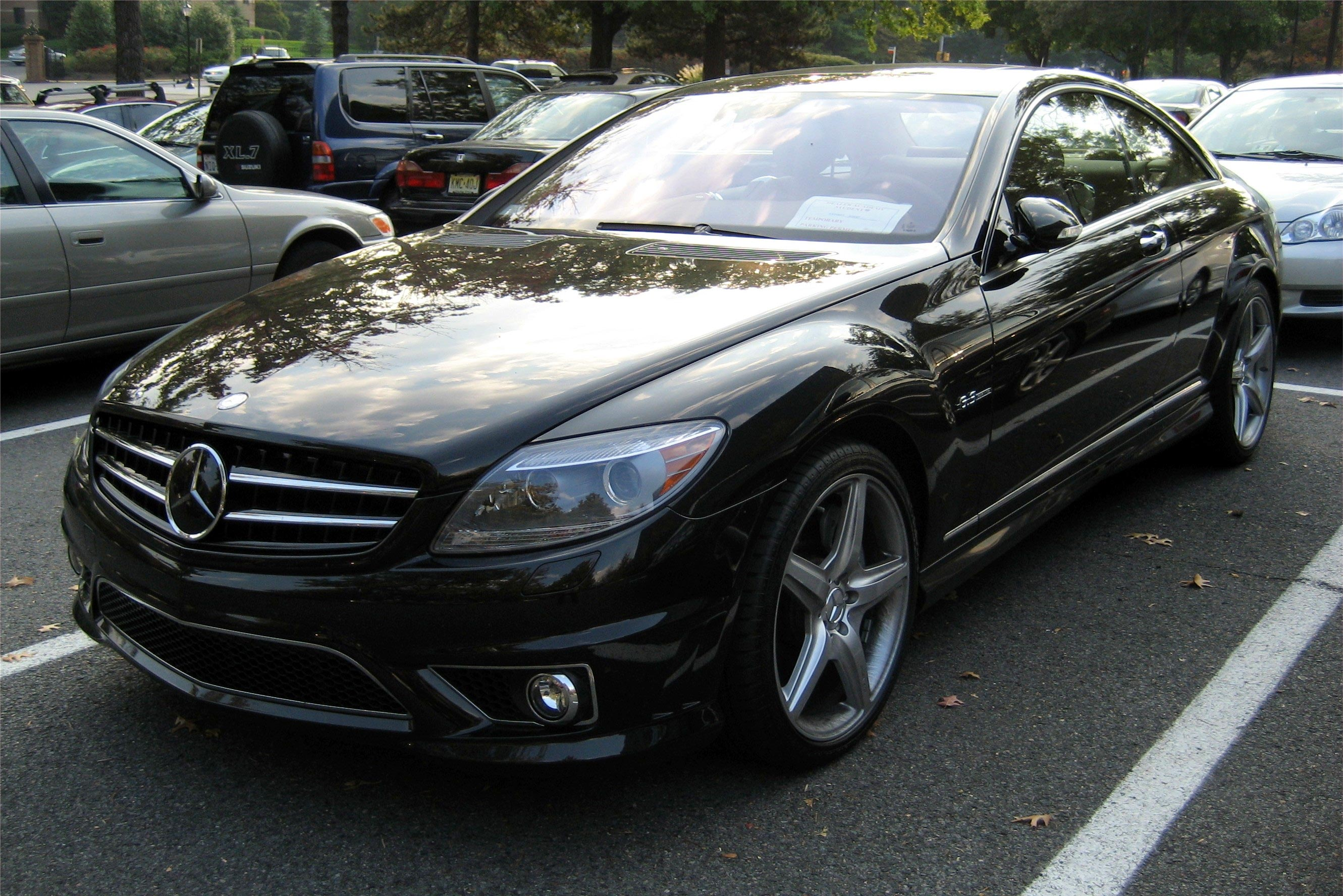
Avant de la Mercedes-Benz CL63 AMG 2008

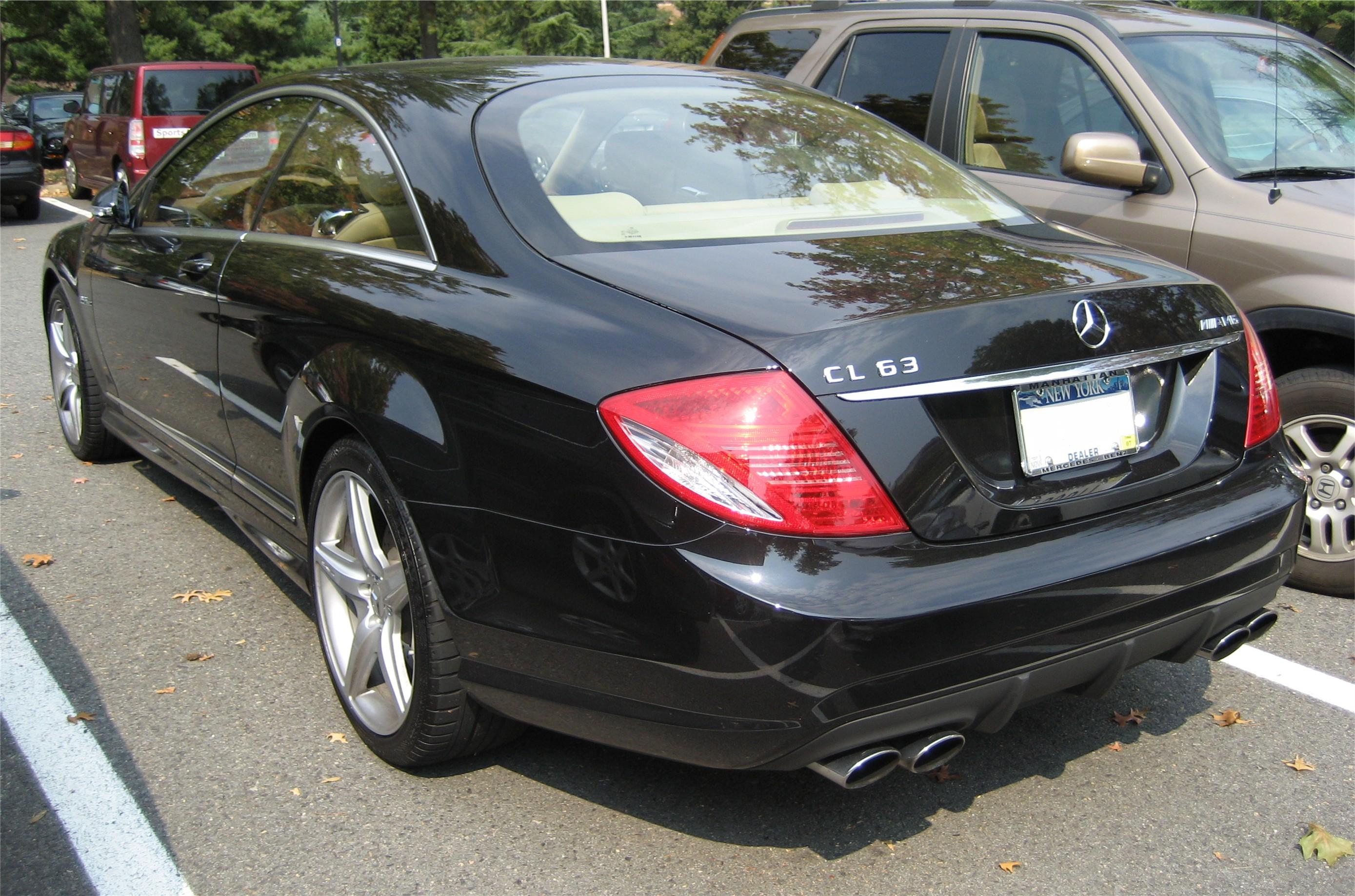
Arriére de la Mercedes-Benz CL63 AMG 2008

La CL 63 AMG fait ses débuts au Salon de Paris sur le 13 septembre 2006.
Il dispose d'un 6,2 litres V8 AMG qui développe 386 kW (525 ch) et 630 newtons-mètres de couple maximal, ce qui donne un temps 0-100 km/h de 4,5 secondes (selon Mercedes-Benz) et la vitesse  est limitée électroniquement à 250 km/h.
À partir de 2009, la CL550 offre le 4matic, comme une stratégie visant à augmenter les ventes dans les régions enneigées.
Le 4matic n'étant pas compatible avec l'ABC (Active Body Control ou suspension active)la suspension a été modifiée, de ABC à Airmatic.
La CL600, CL63 AMG, CL65 AMG et restera le même arrière variantes.
Le  Classe CL est considérée comme une  Classe S coupée et même si elle n'en partage plus ce nom, on pense à "La Classe S Coupé".

## Modèles
| Modèle   | Année  | Moteur        | Cylindrée | Puissance | Alimentation       |
| -------- | ------ | ------------- | --------- | --------- | ------------------ |
| CL500    | 2006 - | M273: V8 dohc | 5 461 cm3 | 388 ch    | Injection          |
| CL600    | 2006 - | M275: V12 ohc | 5 513 cm3 | 517 ch    | Injection, Biturbo |
| CL63 AMG | 2007 - | M156: V8 dohc | 6 208 cm3 | 525 ch    | Injection          |
| CL65 AMG | 2007 - | M275: V12 ohc | 5 980 cm3 | 612 ch    | Injection, Biturbo |